# Giovanni Gersen
Giovanni Gersen, nato come Giovanni da Cavaglià (Cavaglià, 1243 – ...), è stato un monaco cristiano italiano dell'ordine benedettino.

## Biografia
È stato abate dell'abbazia benedettina di Santo Stefano a Vercelli dal 1220 al 1250 e autore di alcuni scritti di carattere dottrinale tra i quale probabilmente il celeberrimo testo religioso l'Imitazione di Cristo.
Si è pensato che l'autore indicato come Gersen (o anche Gerson), fosse immaginario, solo nel XIX secolo si è identificato in questa figura, ad opera dello storico G. Antonio De Gregory autore della Storia letteraria vercellese, l'autore della De Imitatione Christi.
Secondo la tradizione infatti il Gersen nacque a Cavaglià nel luogo dove fino al 1912 sorgeva la cascina Campi di Giugno, in seguito demolita. Il comune biellese gli ha intitolato la centrale via Gersen.
Di tale monaco non si conoscono altri dettagli a causa della scarsità di fonti.